# Renée Elise Goldsberry
Renée Elise Goldsberry (San Jose (Californië), 2 januari 1971) is een Amerikaanse actrice, zangeres en songwriter.

## Biografie
Goldsberry werd geboren in San Jose (Californië) maar groeide op in Houston en Detroit (Michigan). Zij doorliep de high school aan de Cranbrook Kingswood School in Bloomfield Hills, hierna ging zij studeren aan de Carnegie Mellon University in Pittsburgh waar zij haar bachelor in theaterwetenschap haalde. Na deze studie haalde zij haar master in Jazz aan de University of Southern California in Los Angeles. 
Goldsberry is vanaf 2002 getrouwd en heeft uit dit huwelijk een kind (2009).

## Filmografie

### Films
Uitgezonderd korte films.
- 2022 Anything's Possible - als Selene
- 2021 Tick, Tick... Boom! - als 'Sunday' Legend #3
- 2020 Dragons: Rescue Riders: Secrets of the Songwing - als Melodia (stem)
- 2020 Hamilton - als Angelica Schuyler
- 2019 Waves - als Catherine
- 2018 The House with a Clock in Its Walls - als Selena Izard
- 2017 The Immortal Life of Henrietta Lacks - als Henrietta Lacks
- 2016 I Shudder - als Lucy Wainscott
- 2015 Sisters - als Kim
- 2014 Every Secret Thing  - als Cynthia Barnes
- 2008 Rent: Filmed Live on Broadway – als Mimi Marquez
- 2008 Pistol Whipped – als Drea
- 2002 Final Breakdown – als Rachel
- 2001 All About You – als Nicole
- 2001 Palco & Hirsch – als Jessica

### Televisieseries
Uitgezonderd eenmalige gastrollen.
- 2022 Eureka! - als Roxy - 12 afl.
- 2022 She-Hulk: Attorney at Law - als Mallory Book - 5 afl.
- 2021-2022 Girls5eva - als Wickie Roy - 16 afl.
- 2019-2021 Fast & Furious Spy Racers - als ms. Nowhere (stem) - 48 afl.
- 2021 Centaurworld - als waterbaby (stem) - 7 afl.
- 2019-2021 Evil - als Renée Harris - 3 afl.
- 2020 Zoey's Extraordinary Playlist - als Ava Price - 3 afl.
- 2018-2020 Altered Carbon - als Quellcrist Falconer - 18 afl.
- 2018-2019 The Lion Guard - als Dhahabu - 2 afl.
- 2010-2016 The Good Wife – als Geneva Pine – 23 afl.
- 2013-2014 Law & Order: Special Victims Unit - als Martha Marron - 3 afl.
- 2013 The Following – als Olivia Warren – 3 afl.
- 2008 The Return of Jezebel James – als Paget – 2 afl.
- 2003-2007 One Life to Live – als Evangeline Williamson – 266 afl.
- 1997-2002 Ally McBeal – als zangeres – 43 afl.
- 1999 Ally – als Ikette – 3 afl.

### Computerspellen
- 2001 Star Trek: Away Team – als Matrina Sedik

## TheaterwerkBroadway
- 2015-heden Hamilton - musical - als Angelica Schuyler Church
- 2011 Good People – toneelstuk – als Kate
- 2005-2008 The Color Purple – musical – als Nettie
- 1997-2013 The Lion King – musical – als Nala (understudy)
- 1996-2008 Rent – musical – als Mimi Marquez (understudy)

- Gemeinsame Normdatei: 110832116X
- International Standard Name Identifier: 0000 0000 4840 358X
- Library of Congress Control Number: no2005053017
- MusicBrainz: 323ea2bd-a27e-414a-ba40-2727bf3a37e1
- Nationale Bibliotheek van Tsjechië: xx0250222
- Virtual International Authority File: 21875683
- WorldCat: E39PBJxCxBhwcX9VXf3Y8Krg8C